# Wola (Poznań)

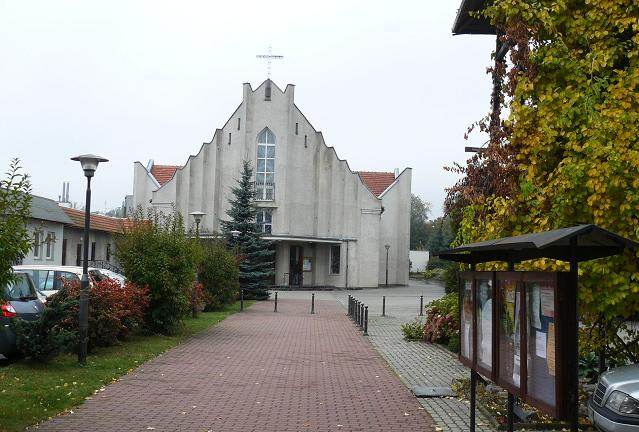
Parafia św. św. Cyryla i Metodego w Poznaniu – kościół

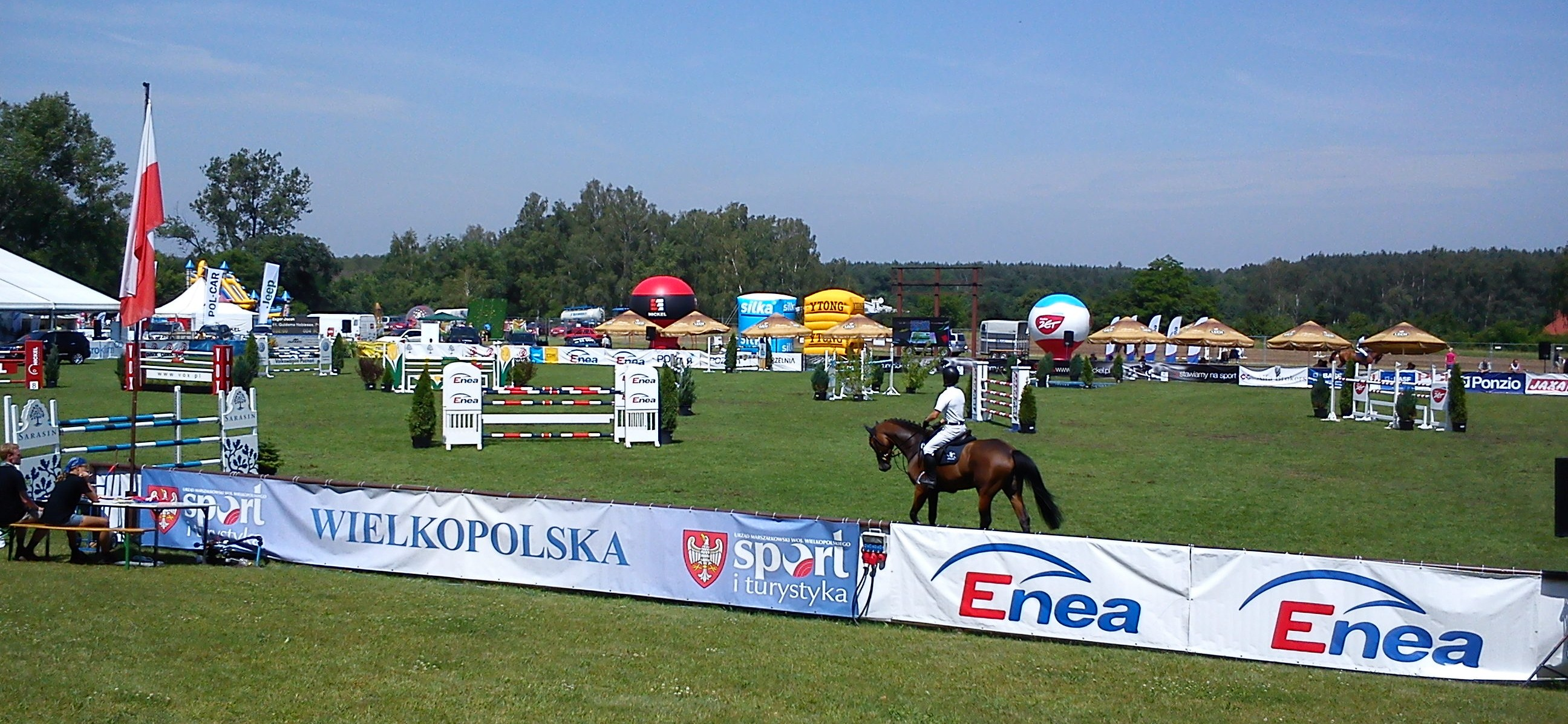
Hipodrom Wola (2012)

Wola – część miasta Poznania i jednostka obszarowa Systemu Informacji Miejskiej na osiedlu samorządowym Wola.
Wola jest położona pomiędzy: Smochowicami, Ogrodami, Sytkowem i Marcelinem.

## Nazwa
Nazwa Wola oznacza w staropolszczyźnie osadę, której mieszkańcy zostali początkowo zwolnieni z wszelkich świadczeń na rzecz właściciela. Poznańska Wola jednak nie ma tak starej metryki, więc prawdopodobne jest to, że osada nazwana została dobrze znaną, często w Polsce używaną nazwą, bez realnego jej uzasadnienia.

## Położenie
Według Systemu Informacji Miejskiej granice jednostki obszarowej Wola wytyczone są od północy i wschodu: od ulicy Lutyckiej wzdłuż rzeki Bogdanki, następnie na południe ku torom kolejowym, torami do ulicy Polskiej, dalej ulicą Polską, Dąbrowskiego i następnie w stronę Fortu VII z wyłączeniem osiedla Lotnictwa Polskiego.
Ulica J. H. Dąbrowskiego rozdziela Wolę na dwie części: północną i południową.

## Historia
Początkowo Wola była częścią wsi Krzyżowniki, dziś także włączonej do Poznania. Część południowa Woli (na południe od ul. J.H. Dąbrowskiego) została włączona do miasta w 1900, a północna w 1925. W styczniu 1919 m.in. na Woli toczyły się walki o zdobycie dawnego wojskowego lotniska na Ławicy. Przy ul. Tatrzańskiej mieściła się pierwsza duża poznańska stacja obsługi samochodów osobowych, zbudowana w latach 60. XX w.
Obszar Woli w latach 1954–1990 należał do dzielnicy Jeżyce.
W 1992 utworzono jednostkę pomocniczą miasta Osiedle Poznań-Wola. Następnie w 1999 utworzono Osiedle Lotników Wielkopolskich. W 2010 w Poznaniu przeprowadzono reformę funkcjonalną jednostek pomocniczych i 1 stycznia 2011 połączono osiedla administracyjne: Wola oraz Osiedle Lotników Wielkopolskich w jedno Osiedle Wola.

## Zabudowa
Wola zabudowana jest przede wszystkim domami jednorodzinnymi lub szeregowymi. Budownictwo wielorodzinne reprezentują przede wszystkim bloki na os. Lotnictwa Polskiego. Przemysł reprezentowany jest przez Wojskowe Zakłady Motoryzacyjne oraz drobny biznes związany częściowo z przemysłem motoryzacyjnym (droga nr 92).
Na terenie Woli funkcjonuje galeria handlowa przy ul. Tatrzańskiej, poczta, samorząd osiedlowy, zespół szkół, oraz kościół św. św. Cyryla i Metodego przy ul. Wigury. Na wschodnim skraju Woli działa też hotel Campanile. Równolegle do drogi nr 92 przebiega też linia kolejowa nr 351 z Poznania do Szczecina – pierwsza linia, która dotarła do Poznania. Torowiska te wyznaczają północny skraj gęstej zabudowy Woli.
Na terenie Woli (na pograniczu z Marcelinem) znajduje się Fort VII – miejsce martyrologii z II wojny światowej.
Przy ul. Wzlotowej 13 znajduje się, erygowany 8 stycznia 1977, dom Najświętszego Serca Pana Jezusa należący do Zgromadzenia Sióstr Zmartwychwstania Pańskiego i poświęcony przez biskupa Mariana Przykuckiego. Do 1985 funkcjonowało przy nim przedszkole.

## Hipodrom Wola
Na Woli funkcjonuje stadnina koni z długoletnią tradycją oraz Hipodrom Wola. Tereny te, będące częścią lasów komunalnych, stanowią popularny cel spacerów weekendowych mieszkańców Poznania wraz z całą doliną Bogdanki i Jeziorem Rusałka.

## Kapliczka
Przy ul. Beskidzkiej 6 w 1996 Irena Strzelecka na własnej posesji, postawiła kapliczkę Matki Boskiej Różańcowej, uzupełnioną w 2005 napisem W 2005 odszedł do nieba nasz Ojciec Święty Polak Jan Paweł II. Fundatorka, podczas ciężkiej choroby, doznała (jak twierdziła) objawienia i usłyszała głos Matki Boskiej: Chcę tu być przypomnieniem dla wielu!. Kapliczka stoi w miejscu tradycyjnego stawiania ołtarzy procesyjnych na święto Bożego Ciała.

## Toponimia
Nazwy ulic zlokalizowanych na terenie Woli dzielą się na cztery główne grupy toponimiczne:
- od nazw związanych z lotnictwem – np. Szybowcowa, Balonowa, Przelot, Wzlotowa, Pilotów,
- od nazwisk lotników (w tym lotników wielkopolskich) – np. Bohdana Arcta, Franciszka Żwirki, Franciszka Hynka, Antoniego Kocjana,
- od nazw rzek i jezior polskich (w tym nie znajdujących się obecnie na terytorium Polski) – np. Lednicka, Notecka, Niemeńska, Dniestrzańska,
- od nazw polskich pasm górskich (jak wyżej) – np. Tatrzańska, Karkonoska, Czarnohorska, Bieszczadzka, czy (ogólnie) Wierchowa.

Poza tym istnieje kilka nazw niezwiązanych z tymi czterema powyższymi grupami, np. Sytkowska (od pobliskiego Sytkowa), tudzież część Polskiej i Lutyckiej.

## Komunikacja

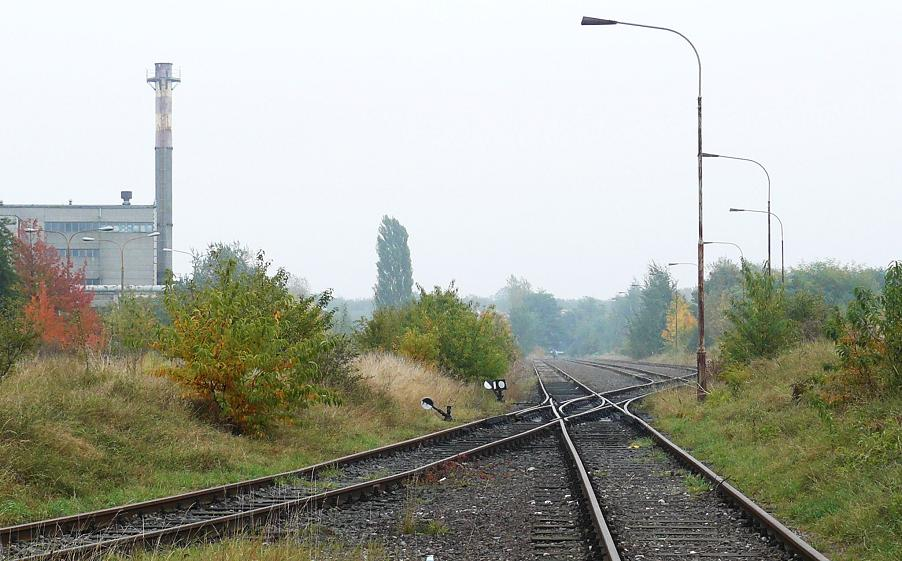
Kolejowa stacja manewrowa

- linie autobusowe na zlecenie ZTM Poznań[8][9]:

| Numer | Rodzaj linii | Trasa                                    | Przewoźnik                       |
| ----- | ------------ | ---------------------------------------- | -------------------------------- |
| 156   | dzienna      | Krzyżowniki ↔ Ogrody                     | • MPK Poznań • Rokbus Rokietnica |
| 161   | dzienna      | Krzyżowniki ↔ Ogrody                     | • MPK Poznań • Rokbus Rokietnica |
| 186   | dzienna      | Kiekrz ↔ Ogrody                          | • MPK Poznań • Rokbus Rokietnica |
| 239   | nocna        | Poznań Główny ↔ Wichrowa                 | MPK Poznań                       |
| 241   | nocna        | Poznań Główny ↔ Tarnowo Podgórne/Centrum | MPK Poznań                       |
| 801   | podmiejska   | Baranowo/Os. Rubinowe ↔ Ogrody           | TPBUS Tarnowo Podgórne           |
| 802   | podmiejska   | Ogrody ↔ Tarnowo Podgórne/Centrum        | TPBUS Tarnowo Podgórne           |
| 803   | podmiejska   | Junikowo ↔ Ogrody                        | TPBUS Tarnowo Podgórne           |
| 804   | podmiejska   | Ogrody ↔ Sierosław/Działki               | TPBUS Tarnowo Podgórne           |
| 811   | podmiejska   | Lusówko/Pętla ↔ Ogrody                   | TPBUS Tarnowo Podgórne           |
| 812   | podmiejska   | Grzebienisko/Pętla ↔ Ogrody              | TPBUS Tarnowo Podgórne           |
| 813   | podmiejska   | Kaźmierz/Rynek ↔ Ogrody                  | TPBUS Tarnowo Podgórne           |
| 821   | podmiejska   | Lusówko/Kościół ↔ Ogrody                 | TPBUS Tarnowo Podgórne           |
| 833   | podmiejska   | Ogrody ↔ Starzyny/Rynkowa                | Rokbus Rokietnica                |
| 834   | podmiejska   | Ogrody ↔ Żydowo/Pętla                    | Rokbus Rokietnica                |

- stacja kolejowa Poznań Wola, znajdująca się na Smochowicach[5], w pobliżu ulicy Lutyckiej.

Pod ul. Dąbrowskiego (rozdzielającą Wolę na część południową i północną) przebito tunele dla pieszych – przy ul. Pilotów i Tatrzańskiej. W ciągu ul. Przelot istnieje wiadukt pod którym przechodzi jezdnia, chodniki i bocznica kolejowa od stacji Poznań Wola do stacji manewrowej przy Osiedlu Lotników Wielkopolskich, kiedyś obsługującej ruch towarowy do lotniska Ławica.